# 维基词典
维基词典（英語：Wiktionary），粵文版作維基辞典，文言版作维基尔雅，是维基百科的姊妹工程，旨在创建基于所有语言的自由词典。该项目于2002年12月12日启动，发起人是维基人Daniel Alston。
維基詞典旨在收錄字詞的字源、字義、讀音、拼法、以及與之對應的外文詞彙。
維基詞典旨在成為辭典，維基詞典的詞條重點在教懂人們良好地使用字詞，與維基百科條目介紹龐雜的知識這方向有別。

## 开发历史

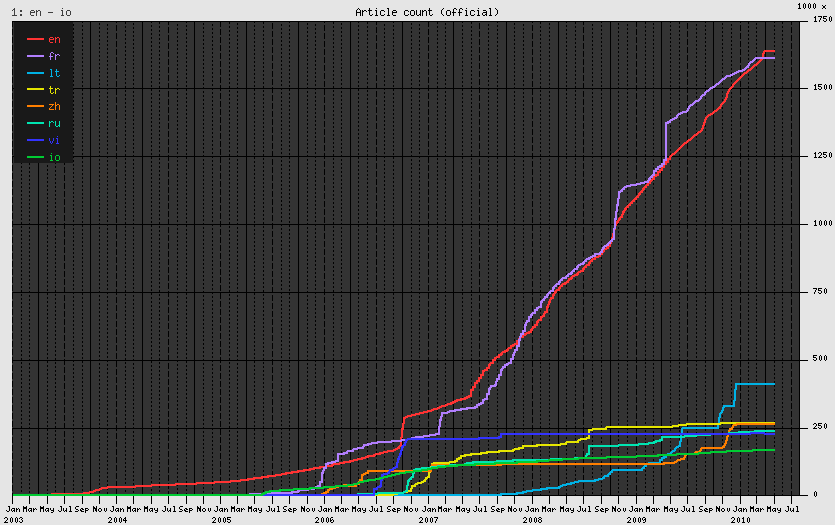
使用机器人产生大的文章的时期是“快速生长期”，在此图规模最大的八个维基词典的版本的文章计数可见。（数据As of December 2009）

维基词典于2002年12月12日上线，由丹尼尔·阿尔斯通提出，维基百科的联合创始人之一拉里·桑格构思。2004年3月28日，两个非英语的维基词典——法语版和波兰版设立。至今维基词典已拥有诸多语言版本。维基词典托管于临时域名（wiktionary.wikipedia.org），直至2004年5月1日切换至当前域名。截至2016年8月，维基词典全部172个语言版本词条数超过2500万条。最大的语言版本是英文维基词典，拥有超过480万词条，其次是词条超过390万的马达加斯加文维基词典和超过290万的法文维基词典。41个维基词典语言版本词条数超10万。
英文维基词典的大部分条目和定义由机器人创建，创造性地生成条目，或是自动导入成千上万的条目。英文版18个注册机器人中，有7个创造了16.3万个条目。另一个机器人“ThirdPersBot”负责增设不会在标准词典中以条目形式出现的第三人称动词。如“smoulders”是“smoulder”（焖烧）的第三人称单数式。英文版为501171个英文单词设下648970条定义，217580个词组定义。这意味着词汇的覆盖范围，比有61.5万个词条的《牛津英语词典》和47.5万个词条的未删版《韦氏第三版新国际词典》（含额外的内嵌条目）的单语种大辞典要小。详细的统计数据 ，展现各版本各类条目的数量。
英文维基词典比其他版本要少用到机器人。如法语和越南语维基词典，导入了大部头的“越南语免费词典计划”（Free Vietnamese Dictionary Project），提供免费的双语内容。这些条目的输入几乎弥补了越南版的所有内容。马达加斯加语维基词典中，几乎所有非马达加斯加语条目都是机器人，从其他版本复制的。如同英文版，法语版从统一汉字字符集导入了中文、日文、韩文字符。法文维基词典2006年的快速发展，很大程度上得益于机器人复制原有的、第八版《法国科学院字典》（1935年，约35000个单词）等词典的条目，以及将其他版本翻译成法语来添加词汇。俄语版近8万词条，是LXbot搬自英语和德语的“样板条目”（含标题，无定义）。

## 准确性
为了确保准确性，维基词典有一项政策，要求术语被证实准确。主要语言如中文和英文的术语必须进行验证：
1. 该术语是否被普遍使用
2. 使用一个著名作品，或者
3. 在永久储录资料媒体使用，表达意思，一年至少有三个独立使用的例子。